# Le Belge
LE BELGE (französisch, „Der Belgier“) war die erste Dampflokomotive Kontinentaleuropas, die nicht aus England importiert, sondern auf dem europäischen Festland gebaut wurde. Sie verließ am 30. Dezember 1835 die Fabriken von John Cockerill in Seraing bei Lüttich in Belgien, wo sie als Lizenznachbau der Lokomotiven von Stephenson unter Mitarbeit des deutschen Mechanikers Johann Heinrich Ehrhardt gefertigt worden war.
Die Lok verkehrte auf der ersten Eisenbahnlinie Kontinentaleuropas von Brüssel nach Mechelen (heute Teil der Bahnstrecke Brüssel–Antwerpen), für die Cockerill’s Stahlwerke auch die Schienen geliefert hatte. Diese Linie wurde am 5. Mai 1835 im Beisein von König Leopold I. und Robert Stephenson feierlich eröffnet, wobei allerdings noch drei in England montierte, mit LE BELGE nicht baugleiche Lokomotiven zum Einsatz kamen.

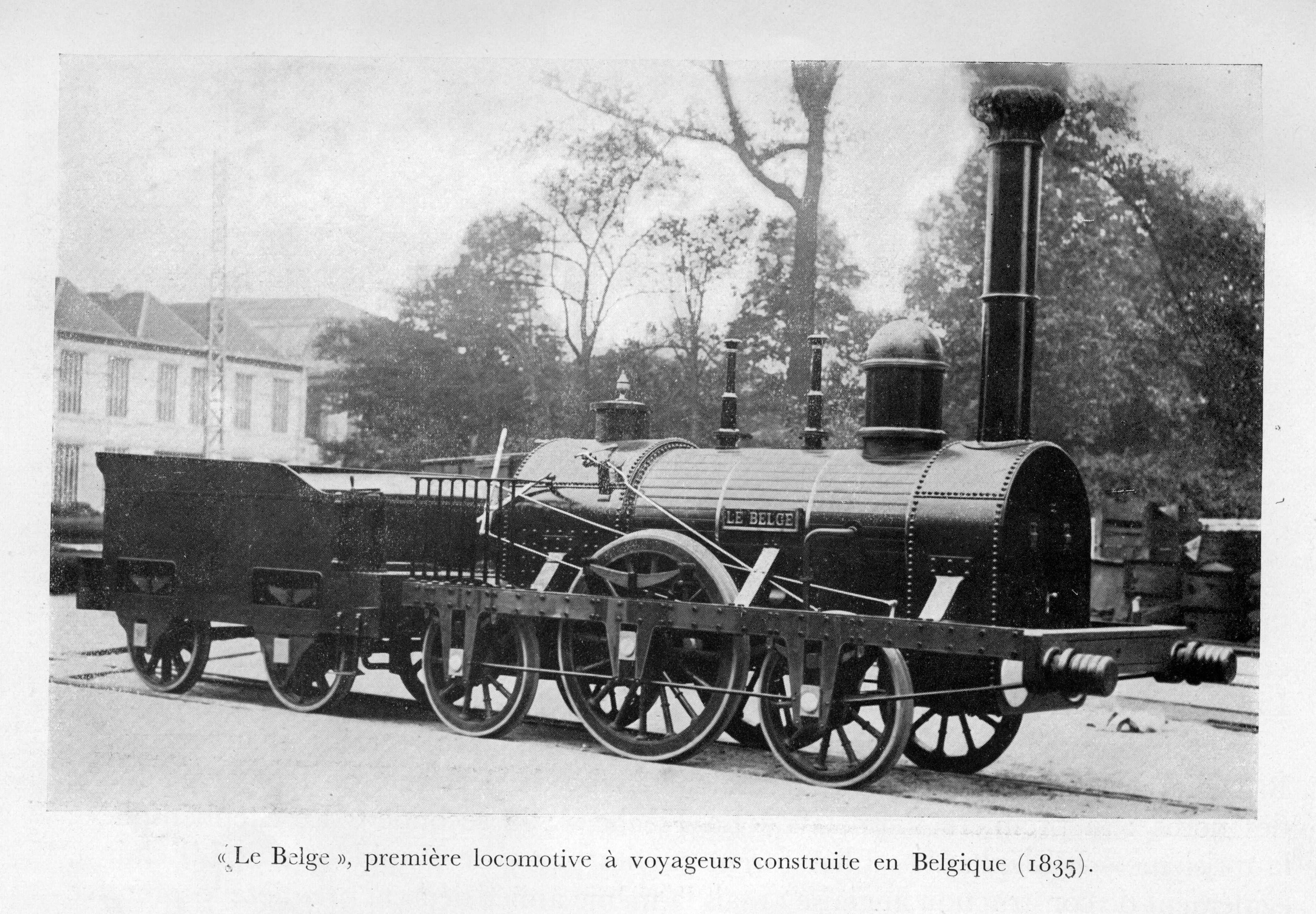
Le Belge
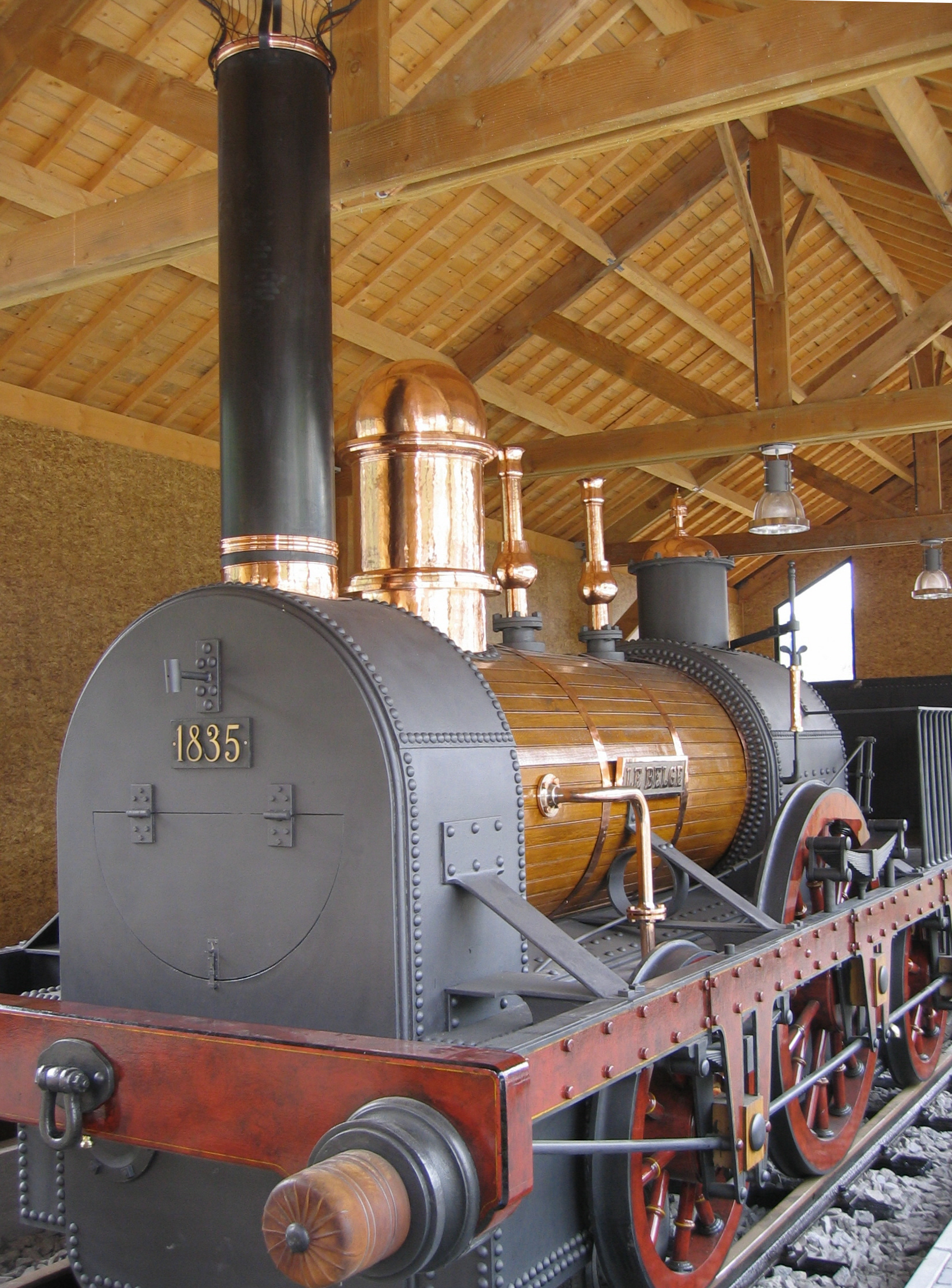
Nachbau im Eisenbahnmuseum in Vresse-sur-Semois